# Телятьев, Виктор Васильевич
Виктор Васильевич Телятьев (5 февраля 1931 — 26 октября 2006) — российский учёный, фитотерапевт, кандидат биологических наук. Автор справочника «Полезные растения Центральной Сибири».

## Биография
Родился на руднике Воскресенском Красно-Чикойского района Читинской области.
Окончил фармацевтический факультет Иркутского государственного медицинского института (1955). Работал там же ассистентом кафедры фармакогнозии ИГМУ, спустя 5 лет переведен на ставку старшего преподавателя. В новом качестве был командирован на год в Ленинградский химико-фармацевтический институт на кафедру фармакогнозии и ботаники.
В 1969 назначен заведующим курсом фармакогнозии при кафедре фармацевтической химии ИГМУ, ещё через 4 года, в 73-м, избран по конкурсу старшим научным сотрудником лаборатории кокковых инфекций Иркутского НИИ эпидемиологии и микробиологии. Позже стал руководителем группы лекарственных растений и старшим научным сотрудником Сибирского института физиологии и биохимии растений СО РАН.
С 1973 параллельно работал в иркутской поликлинике № 2 врачом-фитотерапевтом; с 1978 по 1989 годы был консультантом-фитотерапевтом поликлиники Иркутского научного центра.
В 1989 стал руководителем лаборатории фитотерапии Восточно-Сибирского отделения Академии Медицинских Наук СССР.
Вёл прием пациентов по всему Прибайкалью: в Братске, Ангарске, Усолье-Сибирском, Слюдянке, Черемхово.
Сразу после ликвидации Советского Союза В. В. Телятьев создал частную лабораторию фитотерапии «Вивател» (позже — ООО «Научно-практическая лаборатория фитотерапии ВИВАТЕЛ»).
Общий научный стаж Виктора Телятьева — 48 лет, как фитотерапевта — 30. За эти годы разработал 48 комплексных препаратов растительного происхождения.
Умер 26 октября 2006 года.
25 октября 2012 года в Иркутске на доме № 32 в микрорайоне Приморском, где жил ученый, установили мемориальную доску его памяти.
После 1991 года знаменитый справочник «Целебные клады Восточной Сибири» не переиздавался —  к тому времени умер соратник Виктора Васильевича, художник иллюстрировавший справочник, а другому человеку автор оформление своего сборника доверить не мог.

## Сочинения
- Телятьев, Виктор Васильевич. Лекарственные растения Восточной Сибири [Текст]. — [Иркутск] : Вост.-Сиб. кн. изд-во, 1969. — 384 с. : ил.; 21 см.
- Целебные клады Восточной Сибири [Текст] / В. В. Телятьев. — Иркутск : Вост.-Сиб. кн. изд-во, 1976. — 447 с. : ил.; 21 см.
- Полезные растения Центральной Сибири [Текст] / В. В. Телятьев. — Иркутск : Вост.-Сиб. кн. издательство, 1985. — 383 с. : ил. ; 21 см. — Библиогр.: с. 371—382. Указатели: с. 331—370. — 100000 экз. — Б. ц.
- Целебные клады: Растения, продукты животн. и минерал. происхождения [Текст] : справочное издание / В. В. Телятьев. — Иркутск : Восточно-Сибирское кн. издательство, 1991. — 400 с. — ISBN 5-7424-0412-3 : Б. ц.
- Лекарственные растения Восточной Сибири [Текст] / В. В. Телятьев. — 2-е изд., доп. — Иркутск : Вост.-Сиб. кн. издательство, 1971. — 396 с. : ил. ; 21 см. — Библиогр.: с. 379—386.
- Полезные растения Центральной Сибири [Текст] / В. В. Телятьев. — Иркутск : Вост.-Сиб. кн. издательство, 1987. — 398 [2] с. : ил. ; 21 см. — Библиогр.: с. 388—399. Указатели: с. 331—332, 340—381. — 100000 экз.. — Б. ц.
- Лекарства в вашем саду [Текст] / В. В. Телятьев. — Иркутск : Изд-во ИГЭА, 1996. — 320 с.